# 化成寺
化成寺是中国北京市朝阳区的一座藏传佛教寺院。现已无存。

## 历史

《乾隆京城全图》中的化成寺。图中右上方为东单牌楼。当时，化成寺还在东单牌楼以西的原址。图中自左至右分别为：裕亲王府、经板库、□□寺、化成寺。

释妙舟《蒙藏佛教史》载，“慧照寺、化成寺。均在东单牌楼台基厂西，清代即为古寺。光绪二十六年庚子之役，圈入公使馆界内，改为跑马厂。慧照寺额定喇嘛十九名，现移住东直门内北门仓乙六号；化成寺额定喇嘛十三名，现移居于净住寺之后。”
1940年代，该寺仍为喇嘛庙，开展佛事活动。